# Železniční trať Košice–Žilina
Železniční trať Košice–Žilina je dvoukolejná hlavní železniční trať spojující Košice a Žilinu. Trať je vedena převážně údolím Hornádu a Váhu. Trať byla postavena jako součást soukromé železnice Košicko-bohumínská dráha a v celé délce byla dána do provozu v roce 1872.

## Historie
Trať byla vybudována jako součást Košicko-bohumínské dráhy, uvedené do provozu v roce 1872.

### Otvírání jednotlivých úseků
- 1. 9. 1870: Košice – Kysak – Prešov
- 1. 2. 1871: Bohumín – Český Těšín
- 8. 2. 1871: Český Těšín – Žilina
- 8. 12. 1871: Žilina – Poprad
- 12. 12. 1871: Poprad – Spišská Nová Ves
- 12. 3. 1872: Spišská Nová Ves – Kysak]

Trať byla původně jednokolejná, ale koncese stanovovala povinnost zdvojkolejnit trať, pokud roční hrubý zisk přepočtený na jednu míli tratě převýší dva po sobě jdoucí roky 150 000 zlatých. Kompletní zdvojkolejnění bylo dokončeno až v roce 1955.
Po skončení první světové války Rakousko-Uhersko zaniklo a pro mladé Československo měla tato trať klíčový význam. Jako jediná totiž spojovala České země s východním Slovenskem, o které Československo bojovalo s Maďarskem. Rozdělen byl také Těšín, ale trať i železniční stanice zůstaly na území Československa, okolo kterého poté vzniklo nové město Český Těšín.
Strategická Košicko-bohumínská železnice byla 1. února 1921 převzata do provozu společností Československé státní dráhy, ale zůstala ve vlastnictví soukromé společnosti.
Po druhé světové válce byla společnost ČSD zestátněna a vlastníkem Košicko-bohumínské železnice se stal československý stát. V roce 1955 název Košicko-bohumínská železnice zanikl a v roce 1964 byla kompletně dokončena elektrizace celého úseku tratě.

## Průběh tratě

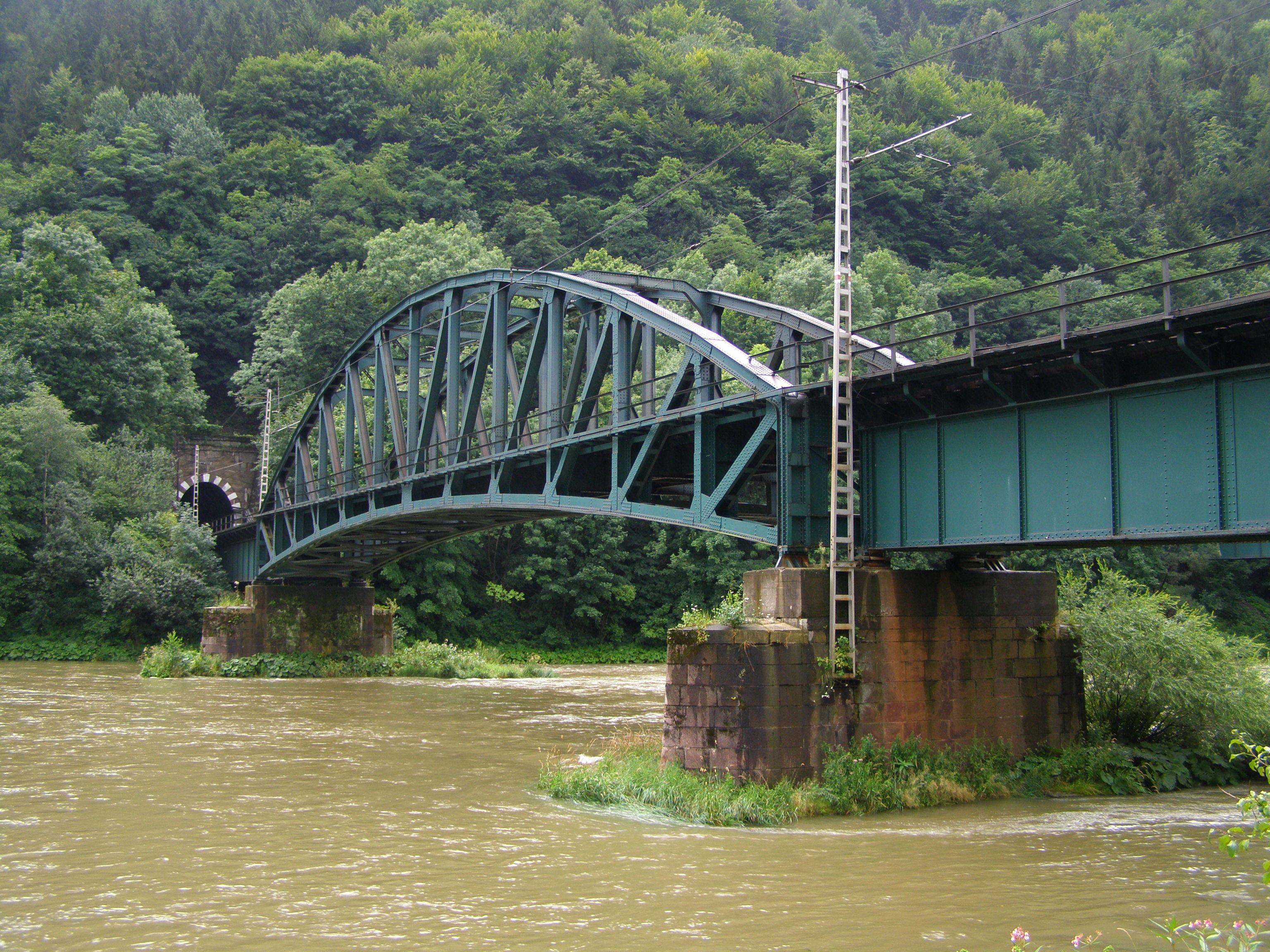
Tunel za Nezbudskou Lúčkou překonává Domašínský meandr na Váhu

Trať začíná v Žilině, důležitém dopravním uzlu, kde se setkávají tratě z Bratislavy a Pováží, z Ostravska a Slezska a z východu země. Vede převážně východo-západním směrem údolími řek Váh a Hornád. Od Žiliny překonává vícerými tunely pohoří Malá Fatra (Strečenský průsmyk) do Vrútek, pokračuje přes Velkou Fatru, vede Liptovskou, Popradskou a Hornádskou kotlinou. Údolím Hornádu překonává Slovenský ráj a východní část Slovenského rudohoří a Košickou kotlinou pak směřuje již jižním směrem do Košic.

## Modernizace tratě
Modernizace tratě pod Tatrami začala v roce 2020. Do roku 2023 byl zrekonstruován úsek Poprad – Lučivná a železniční stanice Štrba. Kvůli novým parametrům tratě (mezi jiným i rychlost do 160 km/h) je téměř tříkilometrový úsek mezi Štrbou a Svitem veden po novém drážním tělese. Bylo přeloženo 22 % bývalé tratě. Délka tratě v tomto úseku se tak zkrátila o 168 metrů z 12,868 km na 12,7 km. V roce 2025 se připravuje modernizace v úsecích výhybna Paludza – Liptovský Mikuláš – Liptovský Hrádok a Vydrník – Markušovce.